# Star Wars: Episodio I - La minaccia fantasma (fumetto)
Star Wars: Episodio I - La minaccia fantasma (Star Wars: Episode I - The Phantom Menace) è una serie a fumetti statunitense, pubblicata in quattro parti a cadenza settimanale dalla Dark Horse Comics tra il 5 e il 26 maggio 1999, scritta da Henry Gilroy e Timothy Truman e disegnata da Rodolfo Damaggio e Steve Crespo. È il primo adattamento ufficiale della Dark Horse, e primo dell'omonimo film della trilogia prequel. Fa parte dell'Universo espanso.

## Trama
La trama del fumetto segue da vicino gli eventi Star Wars: Episodio I - La minaccia fantasma, e vede due Cavalieri Jedi coinvolti in una disputa commerciale fino ad arrivare alla scoperta del "Prescelto", Anakin Skywalker, durante il viaggio verso il pianeta Naboo. Pochi dialoghi che sono state tagliati dalla versione cinematografica sono ancora presenti nella versione a fumetti, come ad esempio la prima frase di Darth Sidious a Dofine: "Mi sembri più preoccupato di questi Jedi che di me, Dofine, Divertente..." Il Signore Oscuro dei Sith Darth Maul ha anche più dialogo verso la conclusione della storia. A parte queste poche eccezioni, il fumetto è del tutto simile al film.

## Spin-off
Sono stati realizzati quattro spin-off dedicati a Anakin Skywalker, Obi-Wan Kenobi, Padmé Amidala e Qui-Gon Jinn. Si tratta di storie che si concentrano sui personaggi principali de La minaccia fantasma e su ciò che gli accade prima, durante e dopo il film. Il primo su Anakin il 19 maggio, il secondo dedicato ad Obi-Wan uscito il 2 giugno 1999, poi quello su Padmé il 28 giugno, il terzo ed ultimo su Qui-Gon il 7 luglio. Tutte queste storie, sono da considerarsi parte dell'Universo espanso.

## Differenze tra fumetto e film
- Durante la corsa con gli sgusci su Tatooine, Sebulba muore e il suo sguscio esplode, mentre nel film sopravvive. Inoltre, la gara è stata sensibilmente ridotta e alterata rispetto alla versione cinematografica.
- Le bombe dei gungan sono di colore rosa, mentre nel film sono blu.
- Nel fumetto Darth Maul, nella parte conclusiva, ha più battute di quelle che ha nel film.
- Le pareti laser che separano Obi-Wan, Qui-Gon e Darth Maul sono invece raffigurate come due travi orizzontali.
- La celebrazione finale mostra Obi-Wan, Anakin, e Jar Jar camminare su per le scale mentre vengono ricompensati, ma non Boss Nass.

## Curiosità
- Il 27 dicembre 2011, in occasione dell'uscita nelle sale del film in 3D, la Dark Horse Comics ha ripubblicato il fumetto.